# Aethionema gileadense
Aethionema gileadense är en korsblommig växtart som beskrevs av George Edward Post. Aethionema gileadense ingår i släktet Aethionema och familjen korsblommiga växter. Inga underarter finns listade i Catalogue of Life.